# Північний Урал
Північний Урал, починається від гірського масиву Косьвинський Камінь (59° 30" пн. ш.) на півдні й простягається більш ніж на 500 км на північ до гірського масиву Тельпосиз (64° пн. ш.). Площа тільки гірської області рівна близько 90 000 км².

## Рельєф
Північний Урал складається з ряду паралельних хребтів і кряжів меридіонального напрямку, розділених подовжніми депресіями та поперечними долинами верхів'їв річок Щугор, Ілич, Подчєр'є, Печора, Вішера і їх приток. Загальна ширина гірської смуги 50—60 км, а разом із передгірними пасмами — 80—100 км. Центральний вододільний хребет, відомий під назвою Поясовий Камінь, та хребти, що примикають до нього із заходу: середня висота 700—750 м і лише окремі вершини перевищують 1000 м (Ойка-чокур — 1279 м, Отортен — 1182 м). У рельєфі північної частини гір найчіткіше виражений західний хребет — Тельпоський; окремі вершини його здіймаються більш ніж на 1300 м над рівнем моря (Тельпосиз — 1617 м, Хораїз — 1326 м). У районі хребта усюди видно сліди стародавнього заледеніння у вигляді величезних валунів, моренний, льодовикових озер. Круті схили хребта поцятковані карою і цирками, на дні яких знаходяться сніжники, невеликі льодовики й мальовничі озера.
Ряд високих відособлених масивів є Зауральське передгірне пасмо; найбільшої висоти сягають гори: Чистоп (1292 м), Денєжкін Камінь (1493 м), Конжаківський Камінь (1569 м), Косьвинський Камінь (1519 м), складені інтрузіями ультраосновних порід — габродунітами та перідотітами.
Із заходу, на відстані 30—50 км, осьову гірську смугу Північного Уралу супроводжує низка передгірних пасом, так званих парм (Овінпарма, Висока парма, Иджидпарма, Вуктилпарма тощо), складених вапняками і кварцитами палеозою. Висоти парм не перевищують 500—700 м, пологі схили їх порослі тайговими лісами з ялини і ялиці з домішкою берези, а вершини вкриті густими високими травами й квітами.
Характерна особливість рельєфу Північного Уралу — відмінність у крутизні західного і східного схилів.
Західний схил, переважно пологий, поступово переходить через пояс передгірних височин в Східноєвропейську рівнину, східний же в більшій своїй частині уривається до Західносибірської низовини, що обумовлене розмивною діяльністю третинного моря.
Хребти Північного Уралу мають плоскі або округлі вершини з добре розвиненими нагірними терасами, серед яких місцями підносяться химерні вежоподібні останці, так звані болвани, складені з серицито-кварцитних сланців.

## Клімат
Клімат Північного Уралу різко континентальний, з довгою суворою зимою і коротким прохолодним літом. Весна триваліша, ніж осінь, оскільки перехід від зими до літа супроводжується зазвичай частими поверненнями холодів. Загальна суворість клімату Північного Уралу обумовлена високоширотним географічним положенням, значною абсолютною і відносною висотою і шириною гірської області, глибоким і складним розчленовуванням її. Цим визначається типово гірський характер клімату з вертикальною зміною кліматичних поясів і значною мінливістю температур повітря, кількості опадів і швидкостей вітру на коротких відстанях. Істотний вплив на клімат надає також меридіональне розташування Північного Уралу упоперек до пануючого напряму вітрів (із заходу на схід), що обумовлює відмінність в кліматичних умовах європейського та азійського схилів Уралу, особливо відносно розподілу опадів.
Опадів на Північному Уралі випадає багато: у найвисокогорніших районах західного схилу — від 1000 до 1200 мм на рік, на східному — до 700 мм. На рівнинах кількість опадів знижується до 400—600 мм. Велика частина опадів (2/3) випадає навесні, влітку і восени, решта частини взимку.
Зима з негативними середньодобовими температурами повітря і сніжним покривом на прилеглих до Північного Уралу рівнинах продовжується в середньому близько 7 місяців і від 8 до 9 місяців в горах (вище 1000 м). На рівнинах стійкий сніжний покрив лягає зазвичай в третій декаді жовтня і сходить в середині травня, гори ж одягнені снігом вже з середини вересня, і сніг тримається на них до середини червня. При ранній зимі сніг покриває рівнини майже на місяць раніше (наприкінці вересня), а при пізній весні лежить тиждень на 2 довше, ніж завжди (до кінця травня). Навпаки, при тривалій осені зима наступає лише в середині листопада, а при ранній весні сніг сходить на 3 тижні раніше звичайного (кінець квітня).
Найхолодніший зимовий місяць на Північному Уралі — січень, з середньою температурою мінус 19—22° і мінімальною мінус 50—54°; на схід від хребта зима холодніша, ніж на заході. Майже така ж холодна погода стоїть у грудні і в лютому: середня температура цих місяців ніде не вище мінус 15—17°, а в найхолодніші зими стовпчик спирту в термометрі опускається іноді до мінус 48—53°.
У ясні морозні дні для високих районів Уралу характерна температурна інверсія, коли на хребтах буває на 5—10° тепліше, ніж на прилеглих рівнинах. Навпаки, у похмурі дні з вітром і снігопадами на рівнинах приблизно на 5° тепліше, ніж у високогір'ї (вище 1000 м).
Надра Північного Уралу багаті нафтою, горючими сланцями, газом, кам'яним вугіллям, торфом, гірським кришталем, золотом, свинцем, кам'яною і калійною солями.